# Drotebanol
Drotebanol, summaformel C19H27NO4, är ett smärtstillande preparat och hostlindrande medel som tillhör gruppen opioider. Det utvecklades av Sankyo Company i Japan under 1970-talet och syntetiserades ur tebain. Det används inte som läkemedel i Sverige.
Substansen är narkotikaklassad och ingår i förteckningen N I i 1961 års allmänna narkotikakonvention, samt i förteckning II i Sverige.